# Unterseeboot type U 23
Le Unterseeboot type U 23 était une classe de sous-marins (Unterseeboot) océaniques d'attaque construite en Allemagne pour la Kaiserliche Marine à l'aube de la Première Guerre mondiale.

## Conception
Le U-Boot de type U 23 mesurait 64,7 mètres de long, 6,32 m de large et 7,68 m de haut. Il déplaçait 685 tonnes en surface et 878 tonnes en immersion. Le système de propulsion du sous-marin était composé d'une paire de moteurs diesel à deux temps de 8 cylindres fabriqués par Germania de 1 800 CV (1 320 kW) pour une utilisation en surface, et de deux moteurs électriques à double dynamos construits par SSW de 1 200 CV (880 kW) pour une utilisation en immersion. Les moteurs électriques étaient alimentés par un banc de deux batteries de 110 cellules. Ce type de U-Boot pouvait naviguer à une vitesse maximale de 16,7 nœuds (30,9 km/h) en surface et de 10,3 nœuds (19,1 km/h) en immersion. La direction était contrôlée par une paire d'hydroplanes à l'avant et une autre paire à l'arrière, et un seul gouvernail.
Ce type était armé de quatre tubes torpilles de 50 centimètres (19,7 pouces), qui étaient fournis avec un total de six torpilles. Une paire de tubes était située à l'avant et l'autre à l'arrière. Il était équipé d'un canon SK L/30 de 8,8 cm (3,5 in) pour une utilisation en surface.
Ces U-Boote étaient manœuvrés par 4 officiers et 31 membres d'équipage.
| Bateaux     | Nbr | Chantier naval       | N° fabrique | Construction |
| ----------- | --- | -------------------- | ----------- | ------------ |
| U-23 à U-26 | 4   | Germaniawerft à Kiel | 177 - 180   | 1911 - 1914  |

## Liste des sous-marins type U 23
Quatre exemplaires de sous-marins de type U 23 ont été construits :
- SM U-23
- SM U-24
- SM U-25
- SM U-26

## Source de la traduction
- (en) Cet article est partiellement ou en totalité issu de l’article de Wikipédia en anglais intitulé « German Type U 23 submarine » (voir la liste des auteurs).